# Хребет Еймса
Хребет Еймса (англ. Ames Range) — гірський хребет помірної висоти, до 3000 м, вулканічного походження в Західній Антарктиді (75°42′ пд. ш. 132°20′ зх. д. / 75.700° пд. ш. 132.333° зх. д.), в Землі Мері Берд.

## Географія
Хребет розташований в Західній Антарктиді, в Землі Мері Берд, на північно-західному узбережжі Антарктиди, недалеко від східного узбережжя моря Росса та приблизно за 120 км на південь від океанського узбережжя Антарктиди. Він в південній свої частині, утворює практично прямий кут із східною частиною хребта Флуд (англ. Flood Range) із найвищою вершиною вулкан Берлін (3478 м).
Хребет Еймса був вперше виявлений експедицією Антарктичної служби Сполучених Штатів Америки у 1939–1941 роках під керівництвом Річарда Берда і був ним названий в честь свого тестя Джозефа Еймса. Хребет був обстежений Геологічною службою США (USGS) і з виконанням аерофотозйомки ВМС США в 1964–1968 роках.
Довжина хребта становить близько 32 км і він простягся з півночі на південь. Ширина в південній та центральній частині сягає 18-20 км, а в північні доходить до 26 км. Найвища точка — вулкан Андрус (2978 м).
В північній — північно-східній частині хребта, між вулканами Кауффман, на північному заході та Костюшко — на південному сході розташована Долина Брауна (англ. Brown Valley), яка має вигляд доволі правильної прямокутної форми, покритої льодом площини, розмірами приблизно 7х7 км.
На півдні, за 8-10 км, лежить масив Бірсаю (англ. Mount Bursey) з найвищою вершиною Пік Хатт (англ. Hutt Peak, 2780 м), що утворює східну частину хребта Флуд (укр. повінь, потоп).

## Вершини хребта Еймса
| Назва             | Назва англійською   | Висота, м | Розташування                                                  |
| ----------------- | ------------------- | --------- | ------------------------------------------------------------- |
| Вулкан Андрус     | Mount Andrus        | 2978      | 75°48′ пд. ш. 132°18′ зх. д. / 75.800° пд. ш. 132.300° зх. д. |
| Гора Боенніґаусен | Mount Boennighausen | 2970      | 75°47′ пд. ш. 132°18′ зх. д. / 75.783° пд. ш. 132.300° зх. д. |
| Вулкан Костюшко   | Mount Kosciusko     | 2910      | 75°43′ пд. ш. 132°13′ зх. д. / 75.717° пд. ш. 132.217° зх. д. |
| Вулкан Кауффман   | Mount Kauffman      | 2365      | 75°37′ пд. ш. 132°25′ зх. д. / 75.617° пд. ш. 132.417° зх. д. |

## Хребет Гардінер
Хребет Гардінер (англ. Gardiner Ridge, 75°39′ пд. ш. 132°26′ зх. д. / 75.650° пд. ш. 132.433° зх. д.) — хребет, який простягається від південного схилу вулкана Кауффман до південного схилу вулкана Костюшко в північній частині хребта Еймса. Він являє собою перемичку між гірськими вершинами з приблизно однаковою висотою, яка сягає майже 2000 м. Північно-східний схил хребта спускається в долину Брауна.
Хребет був виявлений Геологічною службою США (USGS) і з виконанням аерофотозйомки ВМС США в 1959-65 роках і названий «Консультативним комітетом по назвах Антарктики» (US-ACAN), на честь Джеймса Е. Гардінера, військовослужбовця ВМС США, який брав участь в будівельній партії, що пройшла від антарктичної станції Літл-Америка до місця закладки нової станції Берд у 1956 році.

## Льодовики
Із схилів хребта Еймса сповзає кілька льодовиків, найбільші із них: льодовик Колемана (англ. Coleman Glacier) — сповзає із західного схилу вулкана Андрус; льодовик Розенберга (англ. Rosenberg Glacier) — сповзає в західному — північно-західному напрямку із сідла між горою Боенніґаусен та вулканом Костюшка; льодовик Якобі (англ. Jacoby Glacier) — сповзає із східних схилів вулкана Андрус та гори Боенніґаусен.